# Mohamedou Ould Slahi
Mohamedou Ould Slahi (en arabe : محمدو ولد صلاحي), né le 31 décembre 1970, est un citoyen mauritanien, qui a combattu aux côtés d'Al-Qaïda pendant l'insurrection afghane des années 1990, et un ancien détenu à tort au camp de Guantánamo.
Bien qu'il ait déclaré avoir renoncé à faire partie d'Al-Qaïda dès 1992, il est accusé d'être impliqué dans l'organisation matérielle des attentats du 11 septembre 2001 en ayant recruté des pilotes des avions s'étant écrasés sur les tours du World Trade Center. II est illégitimement détenu au camp de Guantanamo du 4 août 2002 au 17 octobre 2016. Il y est torturé et victime de divers traitements dégradants. Le 22 mars 2010, le juge fédéral James Robertson ordonne sa libération, aucune charge contre lui n'ayant pu être retenue, mais il n'est libéré qu'après un procès en appel contre l'administration Obama, au bout de quatorze ans de détention.
En 2005, pendant sa détention, Slahi écrit en anglais (une langue qu'il a apprise en prison) son histoire dans un manuscrit qui n'est déclassifié par le gouvernement américain qu'en 2012, et publié sous le titre Guantánamo Diary en janvier 2015. C'est un best-seller international.
Il vit depuis en Mauritanie.

## Biographie
À 18 ans, il obtient une bourse de la fondation Carl-Duisberg (de) pour aller étudier l'électrotechnique à l'université Mercator en Allemagne de l'Ouest. Son parcours fait de lui un suspect idéal. Il interrompt ses études en décembre 1990 pour participer à la lutte contre la république d'Afghanistan, lutte alors soutenue par les États-Unis. Il s'entraîne alors dans un camp affilié à Al-Qaïda. Il entre en action un an plus tard, dans l'une des dernières batailles avant la chute du gouvernement de Najibullah. Il reprend ses études en Allemagne en mars 1992, quatre ans avant qu'Oussama ben Laden ne déclare la guerre aux États-Unis, mais un de ses cousins reste en Afghanistan, dans l'organisation de Ben Laden. Mohamedou Ould Slahi vit à Montréal, au Canada pendant quelques mois à la fin de l'année 1999 et au début de l'année 2000, il dirige alors les prières dans la même mosquée que l'Algérien Ahmed Ressam, qui est arrêté dans l'État de Washington avec un coffre rempli d'explosifs et un plan pour faire exploser l'aéroport international de Los Angeles.
Le 20 novembre 2001, âgé de 30 ans, Slahi se rend libre, dans les bureaux de la police mauritanienne pour un interrogatoire. Il s'attend à d'autres questions sur Ressam. Il a été innocenté à deux reprises de son implication dans le complot déjoué à  l'aéroport de Los Angeles, d'abord par les services canadiens de renseignement, puis par son propre gouvernement lorsqu'il est rentré chez lui en 2000. Mais, les choses ont changé après les attentats du 11 septembre 2001 ; cette fois, les Mauritaniens le remettent au gouvernement américain, qui le renvoie vers la Jordanie. Au bout de huit mois, les Jordaniens concluent également que Slahi n'a rien à voir avec les attentats mais les États-Unis le récupèrent et l'envoient d'abord à la base aérienne de Bagram, en Afghanistan, puis à Guantanamo. Une autre suspicion apparait : Slahi a rencontré en Allemagne en 1999 Ramzi Bin al-Shibh, accusé d'avoir facilité les détournements d'avion du 11 septembre 2001, qui a affirmé sous la torture que Slahi avait dirigé deux des pirates de l'air du 11 septembre 2001 vers l'Afghanistan pour qu'ils y soient formés.
Le secrétaire à la Défense Donald Rumsfeld signe le plan d'interrogatoire de Slahi, qui est soumis à la torture pendant des mois, subissant privation de sommeil, manipulation de la température et du régime alimentaire, isolement total et humiliations physiques et psychologiques. On lui fait croire que sa mère a été arrêtée, qu'elle va être livrée aux Américains et qu'elle sera violée par les détenus de Guantanamo.
Le juge fédéral James Robertson de la cour de district des États-Unis, qui a accédé à la demande d'habeas corpus de Slahi, ordonne sa libération en 2010. Malgré l'obstination du gouvernement américain, aucune charge n'a pu être retenue contre lui, les seules preuves offertes par le gouvernement pour étayer les allégations d'implication de Slahi dans des complots terroristes provenant des aveux faits sous la torture. Le premier  "avocat militaire" (équivalent de la fonction de Substitut du Procureur de la République en droit français) chargé de le poursuivre, au nom du gouvernement fédéral des Etats-Unis, membre du J.A.G. (Judge Advocate General's Corps), le lieutenant-colonel Stuart Couch, se retire de l'affaire après avoir découvert que Slahi avait été torturé.
Le gouvernement fédéral, sous la présidence Barack Obama, fait appel du premier jugement, et Slahi n'est libéré qu'après un deuxième procès en 2016.
Il dit: 

« Le jour où j’ai pardonné à tout le monde, j’ai trouvé la paix et la sérénité. Ça a été une libération, car, finalement, je n’ai pas pardonné parce que les gens le méritaient, mais parce que je voulais vivre en paix avec moi-même et le monde. Ce n’était bien sûr pas mon premier instinct, mais j’ai trouvé le chemin de la réconciliation et de la coexistence. »

Après sa libération, il se marie avec une avocate américaine, spécialiste des droits de l'homme, qui exerce en Allemagne, dans le secteur de Berlin. Il est père d'un enfant et souhaite s'établir en Allemagne où vivent sa femme et son fils. Toutefois, le gouvernement fédéral allemand a toujours refusé ses demandes d'établissement en Allemagne. Mohamedou Ould Slahi réside depuis sa libération des geôles de Guantànamo, sur le territoire mauritanien, à Nouakchott.

## Les carnets de Guantánamo

### Ouvrage
- Mohamedou Ould Slahi (trad. de l'anglais), Les carnets de Guantánamo, Neuilly-sur-Seine, Éditions Michel Lafon, 21 janvier 2015, 448 p. (ISBN 978-2-7499-2420-5)

Slahi écrit en prison, encouragé par ses avocates pro bono, tout en se plaignant avec humour : « Vous me demandez de vous écrire tout ce que j'ai dit à mes interrogateurs. Vous avez perdu la tête ! Comment puis-je rendre un interrogatoire ininterrompu qui dure depuis 7 ans ? C'est comme demander à Charlie Sheen combien de femmes il a fréquentées. »
Il est animé non seulement par le désir d'être juste, mais par celui de comprendre ses gardiens, ses interrogateurs et ses codétenus, et de montrer que même les situations les plus déshumanisantes sont composées d'échanges humains individuels et intimes. Selon Slate, cette autobiographie « est un récit à la fois accablant et rédempteur ».

### Adaptation cinématographique
Ce livre fait l'objet en 2021 d'une adaptation cinématographique américano-britannique intitulée Désigné coupable (The Mauritanian) réalisé par Kevin Macdonald avec Tahar Rahim, jouant le rôle de Slahi, Jodie Foster, Benedict Cumberbatch et Shailene Woodley.